# Peter van Heeswijk
Petrus Adrianus Christiaan Theresia (Peter) van Heeswijk (Luyksgestel, 10 juli 1962) is een voormalig Nederlandse politicus voor het CDA. Van medio 2007 tot juni 2010 was hij partijvoorzitter. 
Hij studeerde politicologie maar ging aan de slag in zijn Kempense familiebedrijf, Bakkerij van Heeswijk in Luyksgestel. Van 1991 tot 1995 en van 1998 tot 2003 zat hij in de Provinciale Staten van deze provincie, en hij was een tijd voorzitter van het CDA in Noord-Brabant.
Hij werd op 2 juni 2007 op een CDA-ledenvergadering in Utrecht met 63% van de stemmen tot partijvoorzitter verkozen. In deze functie, waarin hij Marja van Bijsterveldt opvolgde, wilde hij zich sterk maken voor een vergroting van de rol van de regio's. Hij stapte op na de zeer teleurstellende verkiezingsuitslag voor de Tweede Kamer van 2010. Hij werd ad interim opgevolgd door Henk Bleker.
Partijvoorzitter Van Heeswijk kreeg zware kritiek in het evaluatierapport van de commissie-Frissen, die de desastreuze nederlaag van het CDA bij de verkiezingen van 2010 onderzocht. In de jaren van de kabinetten Balkenende III en IV zou hij te veel een verlengstuk zijn geweest van de minister-president, waardoor de partij geen eigen gezicht meer had. 
Op 1 november 2010 wordt hij algemeen directeur bij het Nijmeegse reinigingsbedrijf Dar. Vanaf 2015 werkt hij als interim bestuurder bij diverse woningcorporaties. In maart 2022 treedt hij in vaste dienst bij woningcorporatie WoonInvest in Leidschendam-Voorburg.